# Paolo Ferrario
Paolo Ferrario (Milano, 1º marzo 1942) è un allenatore di calcio ed ex calciatore italiano, di ruolo attaccante.

## Caratteristiche tecniche
Era soprannominato Ciapina (da Ugo Ciappina della famosa "Banda Dovunque") per l'abilità nel realizzare gol di rapina.

## Carriera

### Giocatore

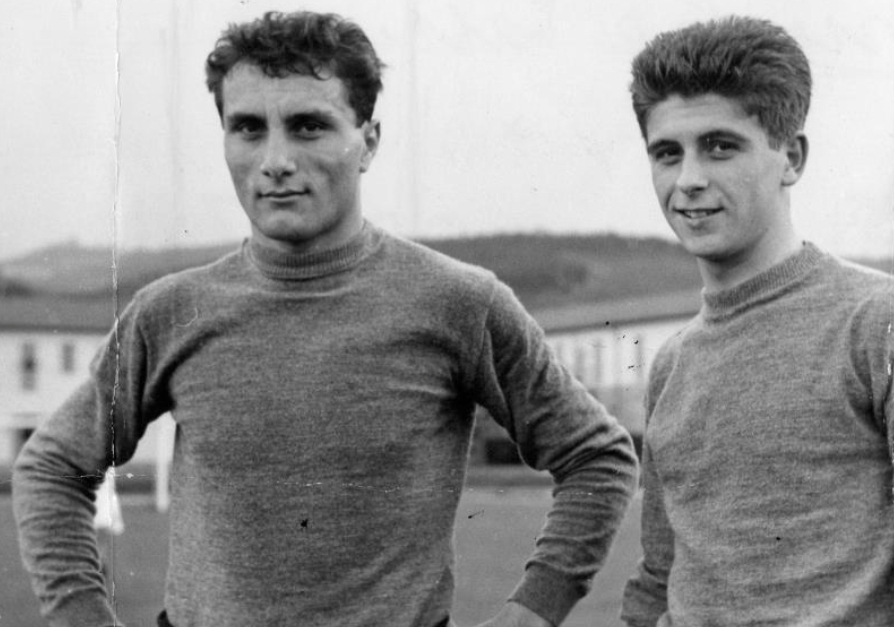
Ferrario e Gianni Rivera al Milan

Cresciuto nel Milan, a sedici anni entrò già nel giro della prima squadra, esordendo in Serie A il 15 novembre 1959 in Padova-Milan (2-0). Nei tre anni successivi venne dato in prestito alla Lazio, dove restò per due stagioni senza lasciare il segno, e al Monza dove disputò un ottimo campionato di Serie B, segnando 18 gol in 27 partite, che convinsero la società rossonera a richiamarlo a Milano.
In questa sua seconda esperienza meneghina sembra trovò spazio in prima squadra nella stagione 1964-65, quando, a causa dei diverbi tra la società e l'asso brasiliano Altafini che spinsero quest'ultimo a trasferirsi temporaneamente in patria, Ferrario si trovò a giocare titolare buona parte della stagione. Il suo contributo alla causa fu importante, e con i suoi 12 gol in 20 partite permise al Milan di portarsi a nove lunghezze di vantaggio sui rivali cittadini dell'Inter. Il rientro a febbraio di Altafini a Milan comportò il ritorno in panchina di Ferrario, cui coincise il crollo in campionato dei rossoneri che persero in rimonta la volata scudetto con i nerazzurri.
Successivamente Ferrario giocò anche con Varese, Cesena, Bologna, Perugia terminando la carriera nel 1973 nella Ternana. In carriera ha totalizzato complessivamente 56 presenze e 19 reti in Serie A, e 128 presenze e 46 reti in Serie B.
Se non sfondò mai veramente nel calcio professionistico, ciò fu dovuto in buona parte alla passione di Ferrario per l'ippica e le scommesse, che prevaleva perfino su quella per il calcio, e in generale a un'indole esuberante e distratta, che non lo fece mai dedicare appieno alla causa calcistica.

### Allenatore
Dopo la fine della carriera di calciatore è diventato allenatore iniziando nelle giovanili del Cesena.
Nel 1977 ha partecipato al supercorso di Coverciano e dopo un anno nelle giovanili del Milan ha iniziato un pellegrinaggio tra diverse squadre tra le quali Messina, Brescia Calcio, Cesena, Venezia, Ospitaletto (nella stagione 1983-1984), Ravenna, Triestina, Rimini, Trento (dove ha ottenuto il miglior risultato sportivo della società gialloblù, un settimo posto nel campionato di Serie C1) e Olbia.

## Palmarès

### Giocatore

#### Club
- Torneo di Viareggio: 2

Milan: 1959, 1960

#### Nazionale
- Giochi del Mediterraneo: 1

Italia 1963

### Allenatore
- Campionato italiano Serie C2: 1

Novara: 1995-1996 (girone A)